# 大平町下皆川
大平町下皆川（おおひらまちしもみながわ）は、栃木県栃木市の大字。郵便番号は329-4406。
　

## 地理
栃木市の中部、大平地域の西部に位置している。東は片柳町・大平町川連、南は大平町蔵井・大平町富田、西は大平町西山田、北は平井町とそれぞれ接している。西から北は山に、東は永野川にほぼ囲まれている。南東部は平地となっており、JR両毛線や東武鉄道日光線、栃木県道11号栃木藤岡線（富田バイパス）が通過している。

## 歴史
- 1889年（明治22年）4月1日 - 町村制施行により、富田村、西山田村、下皆川村が合併し下都賀郡富山村が成立、富山村下皆川となる。
- 1956年（昭和31年）9月30日 - 富山村が瑞穂村、水代村と合併し大平村が成立、大平村下皆川となる。
- 1961年（昭和36年）11月3日 - 大平村が町制施行し大平町となり、大平町下皆川となる。
- 2010年（平成22年）3月29日 - 大平町が栃木市（旧）、藤岡町、都賀町と合併し栃木市（新）が成立。同時に地域自治区「大平町」が設置され、栃木市大平町下皆川となる。

## 世帯数と人口
2017年（平成29年）8月31日現在の世帯数と人口は以下の通りである。
| 大字         | 世帯数  | 人口    |
| ------------ | ------- | ------- |
| 大平町下皆川 | 683世帯 | 1,700人 |

## 施設など
- カインズモール大平

## 道路
- 栃木県道11号栃木藤岡線（富田バイパス）
- 下都賀西部広域農道

## 小・中学校の学区
市立小・中学校に通う場合、学区は以下の通りとなる。
| 学区 | 小学校               | 中学校             |
| ---- | -------------------- | ------------------ |
| 全域 | 栃木市立大平西小学校 | 栃木市立大平中学校 |